# USS McDermut (DD-262)
USS McDermut (DD-262) là một tàu khu trục lớp Clemson được Hải quân Hoa Kỳ chế tạo vào cuối Chiến tranh Thế giới thứ nhất, trong biên chế từ năm 1919 đến năm 1929, và bị tháo dỡ năm 1932 để tuân thủ quy định hạn chế vũ trang của Hiệp ước Hải quân London. Nó là chiếc tàu chiến đầu tiên của Hải quân Hoa Kỳ được đặt tên theo David McDermut (1820-1863), một sĩ quan hải quân tử trận trong cuộc Nội chiến Hoa Kỳ.

## Thiết kế và chế tạo
McDermut được đặt lườn vào ngày 20 tháng 4 năm 1918 tại xưởng tàu Squantum Victory Yard của hãng Bethlehem Shipbuilding Corporation ở Squantum, Massachusetts. Nó được hạ thủy vào ngày 6 tháng 8 năm 1918, được đỡ đầu bởi bà Eugene G. Grace; và được đưa ra hoạt động vào ngày 27 tháng 3 năm 1919 dưới quyền chỉ huy của Hạm trưởng, Trung tá Hải quân Chester L. Hand.

## Lịch sử hoạt động
Được phân về Hạm đội Đại Tây Dương, McDermut khởi hành từ Boston, Massachusetts vào ngày 28 tháng 5, để đi sang Brest, Pháp. Nó quay trở về vùng bờ Đông vào ngày 24 tháng 7, rồi được điều động sang vùng bờ Tây vào mùa Thu, đi đến San Diego, California vào ngày trước lễ Giáng Sinh. Trong tám năm rưỡi tiếp theo sau, nó chủ yếu hoạt động tại khu vực Đông Thái Bình Dương, di chuyển dọc bờ biển suốt từ Panama đến Canada, và tại khu vực quần đảo Hawaii. Vào năm 1924, nó tham gia một cảnh ngắn trong cuốn phim The Navigator, với sự diễn xuất của Buster Keaton và Kathryn McGuire.
Trong những năm 1924 và 1927, nó băng qua kênh đào Panama cho những lượt hoạt động ngắn tại vùng biển Caribe và vịnh Mexico, và vào năm 1925 đã tham gia một chuyến viếng thăm thiện chí đến Samoa, Australia và New Zealand. Sau khi quay trở về từ một chuyến đi đến Panama, vào ngày 22 tháng 3 năm 1927, McDermut đi đến Căn cứ Khu trục San Diego nơi nó được cho xuất biên chế vào ngày 22 tháng 5 năm 1929. Tên nó được cho rút khỏi danh sách Đăng bạ Hải quân vào ngày 11 tháng 11 năm 1931; và lườn tàu bị bán để tháo dỡ vào ngày 25 tháng 2 năm 1932 nhằm tuân thủ những điều khoản hạn chế vũ trang của Hiệp ước Hải quân London năm 1930.